# Andreas Hofer
Andreas Hofer, född 22 november 1767 på värdshuset am sand nära St. Leonhard i Passeierdalen, död 20 februari 1810 i Mantua (avrättad), var en österrikisk (tyrolsk) bonde, militär och världshusvärd. Han blev känd som ledare för den tyrolska bonderesningen mot Frankrike och Bayern under napoleonkrigen (1809-1810).

## Biografi
Föräldrarna var värdshusägare och båda avled när Hofer var mycket ung. Föräldralös togs han omhand av sin styvmor och äldre syskon. Hofer hade flera jobb i sin ungdom, bland annat som vinhandlare. När han blivit myndig fick han överta familjeverksamheten och blev snart känd i grevskapet under smeknamnet "der sandwirt". Efter Österrikes nederlag mot kejsar Napoleons Frankrike i tredje koalitionskriget 1805, annekterades Tyrolen av Frankrikes allierade Bayern. Hofer, som tjänat i den österrikiska armén under kriget, gladdes inte av händelseförloppet. I synnerhet var han och många andra tyrolare missnöjda med de tunga religions och skattereformer som följde annekteringen. När Österrike åter förklarade Frankrike krig i april 1809 såg Hofer sin chans. Tillsammans en skara likasinnade startade han ett uppror mot ockupationsmakten. Under Hofers befäl vann rebellerna flera segrar och drev till slut ut de fransk-bayerska styrkorna ur Tyrolen. Han utnämndes till grevskapets överkommendant, och styrde en tid i kejsar Frans II:s namn.
Men i samband med Österrikes nederlag vid Wagram och den följande freden i Schönbrunn, överlämnades grevskapet åter till Frankrike och Bayern. När Hofer fick höra att kejsaren skrivit på fördraget underkastade han sig den bayerska regeringen och upproret upplöstes. Han nåddes dock av falska underrättelser om en ny krigsförklaring mellan Österrike och Frankrike. I tron att rapporterna var sanna kallade han åter sina landsmän till vapen. I det fjärde slaget vid Bergisel led Hofers milistrupper ett krossande nederlag. Hofer flydde upp i bergen där han försökte organisera fortsatt motstånd. Men han förrådes av en granne, och 1810 greps han av franska trupper och arkebuserades. Hans kvarlevor fördes senare till hovkyrkan i Innsbruck där de begravdes.

## Eftermäle
Idag betraktas Hofer som nationalhjälte av Tyrolens tysktalande befolkning. Minnesmärken över honom och provinsens frihetskamp har rests på en rad platser i både Österrike och Tyrolen. Hofers livsöde har dramatiserats flera gånger i bland annat nationalsång, sägen och i populärkulturen.